# Нехлюв (гмина)
Нехлюв (пол. Niechlów) — сельская гмина (волость) в Польше, входит как административная единица в Гурувский повет, Нижнесилезское воеводство. Население 5212 человек (на 2004 год).

## Демография
| Перепись                       | Всего   | Всего | Женщины | Женщины | Мужчины | Мужчины |
| ------------------------------ | ------- | ----- | ------- | ------- | ------- | ------- |
| Единицы                        | человек | %     | человек | %       | человек | %       |
| Население                      | 5212    | 100   | 2636    | 50,6    | 2576    | 49,4    |
| Плотность населения (чел./км²) | 34,3    | 34,3  | 17,3    | 17,3    | 16,9    | 16,9    |

## Поселения
1. Бартодзее
2. Белч-Вельки
3. Богуцин
4. Глобице
5. Карув
6. Климонтув
7. Липовец
8. Ленканув
9. Маселковице
10. Мехув
11. Наратув
12. Нехлюв
13. Сицины
14. Шашоровице
15. Сверчув
16. Тарпно
17. Вонгрода
18. Вёска
19. Вронинец
20. Вронув
21. Жабин
22. Жухлюв

## Соседние гмины
1. Гмина Гура
2. Гмина Емельно
3. Гмина Нова-Суль
4. Гмина Пенцлав
5. Гмина Рудна
6. Гмина Шлихтынгова